# Vedano Olona
Vedano Olona (lombardul: Vedan) település Olaszországban, Varese megyében. Lakosainak száma 7291 fő (2023. január 1.). Vedano Olona Binago, Castiglione Olona, Lozza, Malnate, Varese és Venegono Superiore községekkel határos.

## Népesség
A település népességének változása:
| Lakosok száma | 7415 | 7425 | 7291 |
|               | 2017 | 2018 | 2023 |

## Híres szülöttjei
- Angelo Grizzetti labdarúgó, edző